# Nine Network
Nine Network är en kommersiell TV-nätet i Australien. Det började sända TV år 1956.

### Fotnoter
Den här artikeln är helt eller delvis baserad på material från engelskspråkiga Wikipedia, Nine Network, tidigare version.